# Pyromania
A Pyromania a Def Leppard brit rockzenekar harmadik stúdióalbuma, amely 1983. január 20-án jelent meg a Vertigo és a Mercury kiadásában. Az albumon szerepelt az együttes új gitárosa Phil Collen, producere pedig Robert John "Mutt" Lange volt, akivel már az előző High 'n' Dry albumon is dolgozott a zenekar.
A lemezt részben az eredeti gitárossal, Pete Willisszel vették fel. A felvételek félidejénél Willist túlzott alkoholfogyasztása miatt kirúgták, és helyét Phil Collen vette át. Az eredeti kiadás fotóján Willis az énekes, Joe Elliott mögött látható a fényképen, míg Collen saját fotót kapott, mint az együttes új tagja.
Az eredeti nagylemez volt az egyik utolsó album, amelyet a Mercury Records a „Chicago Skyline” borítóval adott ki, és ezt az albumot is nagyobb számban adták el a közismert fekete borítóval. Az albumon nagyrészt elhagyták a korábbi heavy metal hatásokat, így egy slágeresebb, könnyen emészthető anyag született. A lemezen már egy egyéni hangzásvilágú, markáns karakterrel bíró együttes hallható, melyen éppúgy helyet kaptak a lassú slágerek, mint a keményebb induló jellegű dalok. Az album vokálgazdag, bombasztikus hard rock stílusa meghatározta, a zenekar későbbi lemezeinek, és a 80-as évek dallamos rockzenéjének stílusát.
2009. június 8-án a lemeznek megjelent egy digitálisan felújított változata, mely tartalmaz egy bónusz koncertlemezt is. A teljes, vágatlan koncertet korábban több FM-rádió is sugározta. Az előadás egy 1983. szeptember 11-i koncertet tartalmaz, melyet a Los Angeles-i L.A. Forum-ban rögzítettek.

## Fogadtatása
Az albumot a korábbi sikeres turnék és lemezek révén már nagy érdeklődés előzte meg, mely végül messze túlszárnyalva korábbi eladásaikat óriási sikert aratott. A Pyromania a Billboard 200 listáján a 2. helyezett lett, míg az UK Albums Chart-on a 18. Az albumból hetente több mint 100.000 példány kelt el, 1983. végére pedig 6x-os platinalemez lett. Ebben az évben az USA-ban csak Michael Jackson Thriller albumából vásároltak többet az emberek. Az album mára több mint 10 millió példányban kelt el az Egyesült Államokban így gyémántlemez minősítést kapott.
Az album sikerét nagyban befolyásolták a kislemezen megjelent dalok, melyeket rendszeresen műsorára tűzött az MTV zenecsatorna. Elsőként a Photograph dalt adták ki, mely első lett a Hot Mainstream Rock Tracks listáján, míg a Billboard Hot 100-on a 12. Ezenkívül a Rock of Ages és a Foolin egyaránt bekerült a Top 40-be, de a Too Late for Love is sikeresnek bizonyult. A Photograph a korszak egyik legtöbbet sugárzott videóklipje lett, és hat hétig szerepelt előkelő helyen a Rock Album Charts listáján. Az albumot a Rolling Stone magazin Minden idők 500 legjobb albumának listáján a 384. helyre rangsorolta.
2006-ban a Q magazin a 35. helyre sorolta a 80-as évek 40 legjobb albumainak a listáján. A lemezt 2017-ben a Rolling Stone magazin a Minden idők 100 legjobb metalalbuma listáján az 52. helyre rangsorolta. Szerepel továbbá az 1001 lemez, amit hallanod kell, mielőtt meghalsz című könyvben.
Az AllMusic szerkesztője Steve Huey maximális pontszámod adott a lemezre, továbbá masszív befolyású klasszikusnak nevezte. A Sputnik Music négy és fél pontot adott rá az ötből, csakúgy mint a Rolling Stone.

## Az album dalai
| 1. | Rock! Rock! (Till You Drop) | Steve Clark, Rick Savage, Mutt Lange, Joe Elliott | 3:52 |
| 2. | Photograph                  | Clark, Pete Willis, Savage, Lange, Elliott        | 4:12 |
| 3. | Stagefright                 | Savage, Elliott, Lange                            | 3:46 |
| 4. | Too Late for Love           | Clark, Lange, Willis, Savage, Elliott             | 4:30 |
| 5. | Die Hard the Hunter         | Lange, Clark, Savage, Elliott                     | 6:17 |

| 1. | Foolin'           | Clark, Lange, Elliott                 | 4:32 |
| 2. | Rock of Ages      | Clark, Lange, Elliott                 | 4:09 |
| 3. | Comin' Under Fire | Lange, Clark, Willis, Elliott         | 4:20 |
| 4. | Action! Not Words | Lange, Clark, Elliott                 | 3:49 |
| 5. | Billy's Got a Gun | Clark, Savage, Willis, Elliott, Lange | 5:56 |

### Deluxe Edition Bónusz CD
| 1.  | Rock! Rock! (Till You Drop)        |  |  |
| 2.  | Rock Brigade                       |  |  |
| 3.  | High 'n' Dry (Saturday Night)      |  |  |
| 4.  | Another Hit and Run                |  |  |
| 5.  | Billy's Got a Gun                  |  |  |
| 6.  | Mirror Mirror (Look into My Eyes)  |  |  |
| 7.  | Foolin                             |  |  |
| 8.  | Photograph                         |  |  |
| 9.  | Rock of Ages                       |  |  |
| 10. | Bringin' On the Heartbreak         |  |  |
| 11. | Switch 625                         |  |  |
| 12. | Let It Go                          |  |  |
| 13. | Wasted                             |  |  |
| 14. | Stagefright                        |  |  |
| 15. | Travellin' Band (vendég Brian May) |  |  |

## Közreműködők
- Joe Elliott – ének
- Steve Clark – gitár
- Phil Collen – gitár
- Rick Savage – basszusgitár
- Rick Allen – dob
- Pete Willis – gitár

további zenészek
- The Leppardettes – vokál
- John Kongos – Fairlight CMI programozás
- Booker T. Boffin – billentyűs hangszerek

Produkció
- Robert John "Mutt" Lange – producer
- Mike Shipley – mérnök
- Brian "Chuck" New – mérnökasszisztens  (Battery Studios)
- Craig "Too Loud for Boys" Thomson – mérnökasszisztens  (Park Gate Studios)

további közreműködők
- Bernard Gudynas – borító
- David Landslide – hátlap fénykép
- Andie Airfix – album borító tervezése

## Fordítás
- Ez a szócikk részben vagy egészben a Pyromania (album) című angol Wikipédia-szócikk ezen változatának fordításán alapul.  Az eredeti cikk szerkesztőit annak laptörténete sorolja fel. Ez a jelzés csupán a megfogalmazás eredetét és a szerzői jogokat jelzi, nem szolgál a cikkben szereplő információk forrásmegjelöléseként.